# Ньюфаундленд (колонія)
Ньюфаундленд — англійська і згодом британська колонія, що існувала на острові Ньюфаундленд (буквально «новознайдена земля», нині провінція Ньюфаундленд і Лабрадор, Канада) на узбережжі Атлантичного океану з 1610 по 1907 рік. Коронна колонія з 1824 року. 1907 року перетворена на домініон.

## Історія
Індіанці (корінні народи), як-от беотуки та інну, були першими мешканцями Ньюфаундленда. З кінця XV століття європейські відкривачі Жуан Фернандіш Лаврадор, Гашпар Корте-Реал, Джон Кабот, Жак Картьє та інші почали експедиції на території. З початку XVI століття англійські, португальські, іспанські та французькі рибальські судна почали регулярно, відповідно до сезону відвідувати острів. Тоді ж деякі рибаки заснували тут поселення Пласентія. Поступово беотуки вимерли як етнос через ураження інфекційними хворобами, завезеними європейцями й доти незнаними ними.
Починаючи з 1610 року англійські колоністи, намагаючись створити власні плацдарми для колонізації Північної Америки, засновували поселення на Ньюфаундленді під керівництвом пропрієтарних губернаторів. Джон Ґай був губернатором першого такого англійського поселення К'юперз-Коув. Іншими поселеннями були Брістолз-Гоуп, Реньюз, Нью-Камбріол, Саут-Фолкленд та Авалон (перетворений на провінцію 1623 року). Першим губернатором, юрисдикція якого поширювалася на весь Ньюфаундленд, був Девід Керк у 1638 році. У цей період Франція заснувала власні поселення на захід від острова, на територіях, що нині входять до провінції Квебек. Французи мали потужні торговельні зв'язки із індіанцями на всьому атлантичному узбережжі, зокрема із мікмаками та алгонкінами.
Суперництво між Англією та Францією в Європі також стосувалося й Північної Америки, де вони боролися за перевагу. Особливо це стосувалося Ньюфаундленда, на півдні якого Франція заснувала власні колоніальні поселення, названі французами Плезанс. Колонія була спустошена під час кампанії півострова Авалон 1696—1697 років у ході війни короля Вільгельма. 1696 року французи та їхні союзники, індіанці мікмаки, знищили майже всі англійські поселення на Ньюфаундленді. Наступного року англійці заново заселили острів. За Утрехтським договором 1713 року весь острів переходив до володінь британської корони.
Через ізоляцію від решти англійських колоній у Північній Америці та наявність вірної короні колонії Нова Шотландія колонія Ньюфаундленд не була залучена до революційної боротьби 1770-х років. Після завершення війни за незалежність США у 1783 році Ньюфаундленд став частиною Британської Північної Америки. Британці переселили на Ньюфаундленд деяких лоялістів (американців, що виступали за Британію під час війни за незалежність), проте більшість із них була переселена в Нову Шотландію й території, що нині входять до провінції Онтаріо. 1809 року британський уряд відокремив Лабрадор від Нижньої Канади й приєднав його до Ньюфаундленда.
1824 року Ньюфаундленд офіційно став коронною колонією; офіцера Королівського флоту Томаса Джона Кокрена призначили першим губернатором Ньюфаундленда в статусі коронної колонії. Він керував будівництвом урядового будинку, що знаходився між Форт-Вільям і Форт-Тауншенд. 1832 року колонії надали конституцію, а Кокрен став її першим цивільним губернатором.
1854 року колонії надали право самоврядування. Філіпп Френсіс Літтл став першим прем'єром Ньюфаунденду (обіймав посаду в 1855—1858 роках). Колонія відмовилася від конфедерації з Канадою в 1864—1869 роках. 1907 року колонію Ньюфаундленд перетворили на домініон Британської імперії.